# Cooloola propator
Cooloola propator is een rechtvleugelig insect uit de familie Cooloolidae. De wetenschappelijke naam van deze soort is voor het eerst geldig gepubliceerd in 1980 door Rentz.